# UB-68号潜艇
陛下之UB-68号艇是德意志帝国海军于第一次世界大战期间建造的其中一艘UB-III型近岸潜艇或称U艇。它由基尔的日耳曼尼亚船厂承建，于1917年7月4日新船下水，至同年10月5日交付使用。其全长55.83米，水面及水下排水量分别为513吨和647吨，艇载武器则包括五具500毫米鱼雷发射管以及一门88毫米口径甲板炮。UB-68号曾被部署至地中海区舰队，并参与了地中海潜艇战。在五次巡逻期间，该艇累计击沉了5艘协约国或中立国商船，容积总吨为10709吨。1918年10月4日，UB-68号在马耳他以东海域（33°56′N 16°20′E / 33.933°N 16.333°E）攻击一支护航船队时遇到技术故障，被迫浮出水面，继而遭敌舰炮击并沉没，共造成艇内1名船员阵亡、33人被俘。

## 设计
UB-68号是基尔日耳曼尼亚船厂承建的UB-III型首批次（UB-66至UB-71号）的三号艇，由德意志帝国海军潜艇监察局于1916年5月20日以J项战时订单（Kriegsauftrag J）之名订购，至1917年7月4日下水。其全长55.83米，舷宽5.80米。艇体采用双壳体结构，水面及水下排水量分别为513吨和647吨，浮起时的吃水深度为3.67米。由于无需像UC-II型艇那样提供水雷布设装置，设计工程师对潜艇舷弧进行了优化，增大了司令塔体积，配备两具潜望镜，司令塔与控制室之间增加一道水密舱壁。这些改进显著提高了潜艇的水下机动性和生存力。为了达到更高的航速，UB-68号采用两台猛狮六缸四冲程550匹公制馬力（405千瓦特）柴油机用于水面运行，以及两台394匹公制馬力（290千瓦特）的西门子-舒克特电动发电机用于水下航行；水面最高航速13.2節（24.4每小時），水下7.6節（14.1每小時）；能够在水面以6節（11每小時）航速续航9,090海里（16,830），或以4節（7.4每小時）连续在水下航行55海里（102）而无需充电。
UB-68号的主武器为五具500毫米艇艏鱼雷发射管，其中艇艏四具采用层叠式布局分居两侧、艇艉一具，并可搭载合共10枚G6型鱼雷。辅助武器则是一门88毫米30倍径速射炮。其标准船员编制为3名军官加31名水兵。

## 服役历史
1917年10月5日，UB-68号在曾先后执掌UB-14、UB-15和UC-22号，并击沉过意大利装甲巡洋舰阿马尔菲号的功勋艇长——海军中尉海诺·冯·海姆堡的指挥下正式入役，随即展开海试。完成海试后，UB-68号先是驻扎在北海，继而被部署至地中海潜艇区舰队，最后在该部队于1918年1月重组时隶属于驻普拉的地中海第一区舰队，并参加了地中海潜艇战。在地中海服役期间，海姆堡共率领UB-68号进行过三次巡逻，击沉了4艘协约国或中立国商船，容积总吨为6826吨。该艇随后于1918年夏天在普拉进行了重大改造，除安装了额外的压载水舱外，还用威力更大的105毫米45倍径速射炮取代了原88毫米口径甲板炮。
1918年7月2日，后来的纳粹德国海军总司令暨海军元帅、时为海军中尉的卡尔·邓尼茨被任命为UB-68号艇长。他之前曾指挥规模小得多的布雷潜艇UC-25号在地中海执行过三次任务，并因其完成的巡逻而获得了潜艇战勋章。在邓尼茨麾下，UB-68号又进行了两次巡逻。随着对护航船队的袭击取得一次战功后，邓尼茨于10月4日决定继续攻击在马耳他以东航行的一支英国船队。然而，由于轮机长难以稳当地配平UB-68号，潜艇突然骤降至100米以下的水深。慌乱中排空潜水柜又导致UB-68号急速朝上冲，并在船队中间以45°角冲出水面。在多艘英国护航军舰的炮火夹击下，UB-68号的司令塔和艇艏均受到不同程度的损毁。但邓尼茨起初仍考虑再度下潜，直至轮机长报称已无足够的压缩空气供潜艇上浮后，才决定让全体官兵弃艇。在邓尼茨的命令下，这名轮机长留在艇内，通过手动打开通海阀来凿沉艇只，并且再未出现。他也成为被英国人俘获的UB-68号官兵中唯一的死难者。在后来的自传中，邓尼茨将其潜艇的沉没归咎于艇只的设计缺陷。

## 袭击历史摘要
| 日期          | 船名               | 船籍   | 吨位 | 结局 |
| ------------- | ------------------ | ------ | ---- | ---- |
| 1918年4月10日 | 华威郡号           | 英国   | 8012 | 击伤 |
| 1918年4月11日 | 金斯敦人号         | 英国   | 6564 | 击伤 |
| 1918年4月13日 | 普罗旺斯三号       | 法國   | 3941 | 击伤 |
| 1918年4月26日 | 安吉丽娜·迪·保拉号 | 意大利 | 228  | 击沉 |
| 1918年6月1日  | 安吉丽娜号         | 意大利 | 1260 | 击沉 |
| 1918年6月3日  | 格劳科斯号         | 英国   | 5295 | 击沉 |
| 1918年6月12日 | 蒙热内夫尔号       | 意大利 | 5271 | 击伤 |
| 1918年6月24日 | 圣安托万号         | 法國   | 43   | 击沉 |
| 1918年10月4日 | 欧帕克号           | 英国   | 3883 | 击沉 |

## 脚注
1. ↑  Rössler，第27頁.
2. 1 2  Helgason, Guðmundur. . German and Austrian U-boats of World War I - Kaiserliche Marine - Uboat.net.   [2009-08-30].
3. 1 2 3 4  Gröner 1991，第25-30頁.
4. 1 2  Helgason, Guðmundur. . German and Austrian U-boats of World War I - Kaiserliche Marine - Uboat.net.   [2022-05-05].
5. 1 2  Helgason, Guðmundur. . German and Austrian U-boats of World War I - Kaiserliche Marine - Uboat.net.   [2022-05-05].
6. ↑  陈进，第239頁.
7. 1 2 3  Helgason, Guðmundur. . German and Austrian U-boats of World War I - Kaiserliche Marine - Uboat.net.   [2014-12-06].
8. ↑  Padfield，第98頁.
9. ↑  Herzog，第58頁.
10. ↑  Kemp，第58頁.
11. ↑  Gröner 1991，第54頁.
12. ↑  Dönitz.